# Belén Alfaro Hernández
Belén Alfaro Hernández (Madrid, 1964) es una diplomática española. Fue embajadora de España ante la el Estado de Catar (2018-2022).

## Carrera diplomática
Tras licenciarse en Derecho en la Universidad Complutense de Madrid, ingresó en la carrera diplomática (1991). Sus primeros destinos diplomáticos, la llevaron hasta Nueva York, donde fue ministra consejera en la Misión Permanente de España ante las Naciones Unidas y representante en la Comisión Especial de Asuntos Políticos y Descolonización de la Asamblea General de Naciones Unidas; Islamabad y Kabul donde trabajó en las representaciones diplomáticas españolas acreditadas allí; y Bruselas, donde fue consejera en la Representación Permanente de España ante la Unión Europea.  
De regreso a España, fue nombrada embajadora en Misión Especial para la Alianza de Civilizaciones y para el Diálogo Interreligioso (2011-2018).
Fue embajadora de España en el estado de Catar (2018-2022) Desde Doha ha buscado alternativas para que los colaboradores afganos que permanecían en Afganistán meses después de la ofensiva talibana (2021), pudieran salir del país. Catar se convirtió en pieza clave para la evacuación, ya que sus líneas aéreas Qatar Airways era la única en operar desde Kabul, y los talibanes cuentan en Doha con una oficina política, desde donde se han mantenido las conversaciones entre Estados Unidos y Afganistán; y entre los talibanes y el gobierno afgano exiliado.